# 1648
1648 (MDCXLVIII) byl rok, který dle gregoriánského kalendáře započal středou.

## Události
- 26. červenec – obléhání Prahy Švédy
- 24. říjen – podepsán vestfálský mír, což znamenalo konec třicetileté války
- Španělsko uznalo nezávislost Nizozemí
- povstání kozáckého hejtmana Bohdana Chmelnického proti Polsku, které později (1654) vedlo k připojení levobřežní Ukrajiny k Rusku

### Probíhající události
- 1568–1648 – Nizozemská revoluce
- 1568–1648 – Osmdesátiletá válka
- 1618–1648 – Třicetiletá válka
- 1635–1659 – Francouzsko-španělská válka
- 1642–1651 – Anglická občanská válka
- 1648–1653 – Fronda

## Narození

#### Česko
- 26. března - Jan František Löw z Ersfeldu, lékař, rektor Karlo - Ferdinandovy univerzity
- 19. července – Jakub Kresa, český jezuitský matematik († 28. července 1715)
- 25. října – Ondřej Trojer, opat kláštera v Plasích († 18. července 1699)

#### Svět
- 27. února – Theodor Dassov, německý jazykovědec a teolog († 6. ledna 1721)
- 13. března – Anna Henrietta Bavorská, falcká princezna a kněžna z Condé († 23. února 1723)
- 23. března – Arabella Churchillová, milenka Jakuba, vévody z Yorku († 30. května 1730)
- 13. dubna – Madame Jeanne Guyon, francouzská mystička († 9. června 1717)
- 16. dubna – Antoine de Pas de Feuquières, francouzský generál († 27. ledna 1711)
- 26. dubna – Petr II. Portugalský, portugalský král († 9. prosince 1706)
- 24. května – Albrecht V. Sasko-Koburský, sasko-koburský vévoda († 6. srpna 1699)
- 02. července – Arp Schnitger, německý výrobce varhan († 28. července 1719)
- 08. července – Frances Stewartová, anglická aristokratka, pověstná svou krásou († 15. října 1702)
- 09. srpna – pokřtěn Johann Michael Bach, německý varhaník a hudební skladatel († 17. května 1694)
- 02. září – Magdaléna Sibyla Sasko-Weissenfelská, německá šlechtična († 7. ledna 1681)
- 06. září – Johann Schelle, německý hudební skladatel († 10. března 1701)
- 13. října
  - Františka Magdaléna Orleánská, francouzská princezna, savojská vévodkyně († 14. ledna 1664)
  - Nils Gyllenstierna, švédský politik a polní maršál († 30. března 1720)
- 23. října – Thomas Wharton, 1. markýz z Whartonu, anglický státník a politik († 12. duben 1715)
- 10. listopadu – John Dalrymple, 1. hrabě ze Stairu, skotský právník a politik († 8. ledna 1707)
- 12. listopadu
  - Louis-Hector de Callière, generální guvernér Nové Francie († 26. května 1703)
  - Juana Inés de la Cruz, mexická řeholnice a básnířka († 17. dubna 1695)
- 07. prosince – Giovanni Maria Capelli, italský hudební skladatel († 16. října 1726)
- neznámé datum
  - Ján Simonides, slovenský spisovatel memoárové a cestopisné prózy († 7. květen 1708)
  - Gaspard Abeille, francouzský duchovní, spisovatel a dramatik († 22. května 1718)
  - Anna de Rohan-Chabot, francouzská šlechtična († 4. února 1709)
  - Moll Davis, anglická herečka, milenka krále Karla II. († 1700)
  - Arthur Herbert, 1. hrabě z Torringtonu, anglický admirál, politik a dvořan († 13. dubna 1716)
  - Franz Kiggelaer, nizozemský botanik († 1722)
  - Ferdinand van Kessel, vlámský barokní malíř († 1696)
  - Antonio Giannettini, italský varhaník, dirigent a hudební skladatel († 12. července 1721)
  - Pieter Verbrugghen mladší, vlámský sochař, kreslíř, rytec a obchodník († 6. října 1691)

## Úmrtí

#### Česko
- 07. ledna – Matěj Krocín, protestantský kněz a autor spisů o pronásledování nekatolíků (* asi 1583)
- 06. března – Sezima z Vrtby, šlechtic, královský hofmistr (* 1578)
- 12. srpna – Albrecht Libštejnský z Kolovrat, šlechtic (* 15. září 1583)
- 30. srpna – Kryštof Pavel z Lichtenštejna-Kastelkornu, moravský voják a politik (* okolo 1600)
- neznámé datum
  - Jan Jiří Harant z Polžic a Bezdružic, český šlechtic (* 24. července 1580)

#### Svět
- 14. ledna – Caspar van Baerle, holandský humanista, teolog, historik a básník (* 12. února 1584)
- 20. ledna – Magdalena Kateřina Falcko-Zweibrückenská, německá šlechtična (* 26. dubna 1607)
- 20. února – Tirso de Molina, španělský spisovatel (* asi 1584)
- 28. února – Kristián IV. Dánský, král Dánska a Norska (* 12. dubna 1577)
- 11. dubna – Matthäus Apelles von Löwenstern, německý hudební skladatel (* 20. dubna 1594)
- 12. dubna – Kateřina Belgica Nasavská, hraběnka z Hanau-Münzenberg (* 31. července 1578)
- 24. dubna – Daniel Fröhlich, slovenský matematik, astronom a geograf (* 1595)
- 29. dubna – pohřben Alessandro Abondio, italský medailér, ceroplastik a zlatník (* kolem 1570)
- 20. května – Vladislav IV. Vasa, polský král (* 9. června 1595)
- 18. srpna – Ibrahim I., osmanský sultán (* 5. listopadu 1615)
- 20. srpna – Herbert z Cherbury, velšsko-anglický voják, diplomat, historik, básník a filozof (* 3. března 1583)
- 25. srpna – Svatý Josef Kalasanský, zakladatel a první generální představený řádu piaristů (* 1556)
- 01. září – Marin Mersenne, francouzský teolog, filozof, matematik, fyzik a muzikolog (* 8. září 1588)
- 11. října – Jiří I. Rákóczi, sedmihradský kníže a vůdce uherské opozice (* 8. června 1593)
- 15. října – Simone Cantarini, italský malíř a rytec (* 12. dubna 1612)
- 25. prosince – Klaudie Medicejská, arcivévodkyně tyrolská, dcera toskánského velkovévody Ferdinanda I. (* 4. června 1604)
- neznámé datum
  - Wu Ping, čínský dramatik a úředník (* 1595)

## Hlavy států
- Anglie – Karel I. (1625–1649)
- Francie – Ludvík XIV. (1643–1715)
- Habsburská monarchie – Ferdinand III. (1637–1657)
- Osmanská říše – Ibrahim I. (1640–1648) / Mehmed IV. (1648–1687)
- Polsko-litevská unie – Vladislav IV. Vasa (1632–1648) / Jan Kazimír II. Vasa (1648–1668)
- Rusko – Alexej I. (1645–1676)
- Španělsko – Filip IV. (1621–1665)
- Švédsko – Kristýna I. (1632–1654)
- Papež – Inocenc X. (1644–1655)
- Perská říše – Abbás II.